# Milton Avery
Milton Avery (Altmar, 7 marzo 1885 – New York, 3 gennaio 1965) è stato un pittore statunitense.

## Biografia
Milton Avery nacque il 7 marzo 1885 a Altmar, un piccolo paese nello stato di New York. In gioventù svolse lavori mal pagati in fabbrica per mantenersi, studiando soprattutto da autodidatta. Negli anni venti si trasferì a New York, dove espose regolarmente nelle gallerie più importanti, diventando rapidamente un pittore di successo ed entrando a far parte della scena artistica della città. Col tempo il suo modo di fare arte si evolve dall'impressionismo fino a sviluppare un proprio stile, che combina l'astrazione con immagini reali, anticipando in parte l'astrattismo americano.
Nelle opere di questo periodo Avery si focalizza in particolare sui rapporti di colore, evitando la ricerca prospettica della profondità. In questo si rintraccia l'influenza di Matisse, soprattutto per la riduzione sintetica delle forme a ritmi puri e per il cromatismo vibrante . Verso la fine degli anni quaranta Avery cominciò a soffrire di problemi di cuore. l periodo dal 1950 in poi fu per lui un momento di transizione e cambiamento. Nel 1952 viaggiò per la prima volta per l'Europa, rimanendo favorevolmente colpito soprattutto dalle città e dai paesaggi della Francia e dell'Inghilterra.
Le opere della maturità sono spesso ritratti, spiagge e paesaggi, che ricordano stilisticamente Adolph Gottlieb e Mark Rothko, di cui fu molto amico: la sua astrazione cromatica si basa sulla semplificazione radicale del soggetto, attuata attraverso l'appiattimento della forma e l'applicazione di colori intensi in ampie zone della tela. Questo stile diventerà una delle caratteristiche fondamentali del modernismo. Col passare degli anni la sua salute peggiorò sempre più, rendendolo disabile e rendendogli faticoso il lavoro. Milton Avery morì il 3 gennaio 1965 a New York. Per molti anni il suo lavoro non fu apprezzato: all'inizio della sua carriera fu considerato troppo astratto, ma paradossalmente quando l'espressionismo astratto divenne dominante fu giudicato troppo poco astratto.